# ساکمار (باشقیرستان)
ساکمار (به لاتین: Sakmar) یک منطقهٔ مسکونی در روسیه است که در باشقیرستان واقع شده‌است.